# Canadas ishockeylandshold (herrer)
Canadas ishockeylandshold er det nationale ishockeylandshold i Canada, og kontrolleres af det canadiske ishockeyforbund, Hockey Canada. Holdet er med intet mindre end syv OL- og 18 VM-guldmedaljer et af de ubetinget stærkeste landshold i verden. De spillede deres første landskamp nogensinde den 10. januar 1910 mod Schweiz.

## Resultater

### OL
- 1920 –  Guld
- 1924 –  Guld
- 1928 –  Guld
- 1932 –  Guld
- 1936 –  Sølv
- 1948 –  Guld
- 1952 –  Guld
- 1956 –  Bronze
- 1960 –  Sølv
- 1964 – 4. plads
- 1968 –  Bronze
- 1972 – Deltog ikke
- 1976 – Deltog ikke
- 1980 – 6. plads
- 1984 – 4. plads
- 1988 – 4. plads
- 1992 –  Sølv
- 1994 –  Bronze
- 1998 – 4. plads
- 2002 –  Guld
- 2006 – 7. plads
- 2010 –  Guld

### VM
| - 1920 - Guld - 1924 - Guld - 1928 - Guld - 1930 - Guld - 1931 - Guld - 1932 - Guld - 1933 - Sølv - 1934 - Guld - 1935 - Guld - 1936 - Sølv - 1937 - Guld - 1938 - Guld - 1939 - Guld - 1947 - Deltog ikke - 1948 - Guld - 1949 - Sølv - 1950 - Guld - 1951 - Guld - 1952 - Guld - 1953 - Deltog ikke - 1954 - Sølv - 1955 - Guld - 1956 - Bronze - 1957 - Deltog ikke - 1958 - Guld - 1959 - Guld - 1960 - Sølv - 1961 - Guld - 1962 - Sølv - 1963 - 4. plads | - 1964 - 4. plads - 1965 - 4. plads - 1966 - Bronze - 1967 - Bronze - 1968 - Bronze - 1969 - 4. plads - 1970 - Deltog ikke - 1971 - Deltog ikke - 1972 - Deltog ikke - 1973 - Deltog ikke - 1974 - Deltog ikke - 1975 - Deltog ikke - 1976 - Deltog ikke - 1977 - 4. plads - 1978 - Bronze - 1979 - 4. plads - 1981 - 4. plads - 1982 - Bronze - 1983 - Bronze - 1985 - Sølv - 1986 - Bronze - 1987 - 4. plads - 1989 - Sølv - 1990 - 4. plads - 1991 - Sølv - 1992 - 8. plads - 1993 - 4. plads - 1994 - Guld - 1995 - Bronze - 1996 - Sølv | - 1997 - Guld - 1998 - 6. plads - 1999 - 4. plads - 2000 - 4. plads - 2001 - 5. plads - 2002 - 6. plads - 2003 - Guld - 2004 - Guld - 2005 - Sølv - 2006 - 4. plads - 2007 - Guld - 2008 - Sølv - 2009 - Sølv |

## Kendte spillere
- Joe Thornton
- Todd Bertuzzi
- Paul Kariya
- Chris Pronger
- Ed Jovanovski
- Martin Brodeur
- Roberto Luongo
- Martin St. Louis
- Rob Blake
- Adam Foote
- Simon Gagné
- Dany Heatley
- Jarome Iginla
- Vincent Lecavalier
- Mario Lemieux
- Scott Niedermayer
- Joe Sakic
- Ryan Smyth
- Rick Nash
- Marty Turco
- Sidney Crosby
- Wayne Gretzky